# Дукат

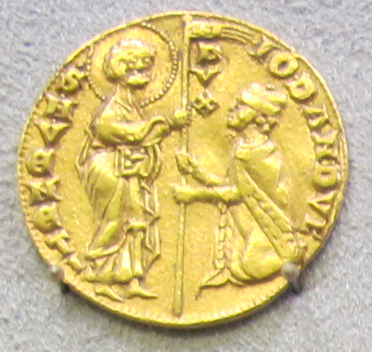
Аверс первых дукатов

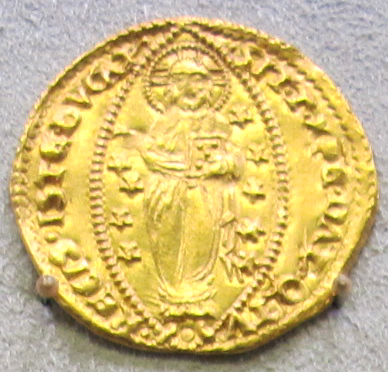
Реверс первых дукатов

Дука́т (итал. ducato, от лат. ducātus — герцогство) — золотые или серебряные монеты, а также денежные единицы многих европейских государств. Впервые дукаты были выпущены в 1284 году Венецианской республикой как подражание флорентийским флоринам. Феноменом данной монеты является то, что на протяжении многих столетий своего существования дукат избежал порчи. Большинство стран Европы на протяжении 700 лет выпускало дукаты, придерживаясь первоначальных характеристик: вес монеты около 3,5 грамма, проба сплава золота около 980-й. Сплав золота 986-й пробы получил название дукатного золота.
После того, как дукат получил широкое распространение, в ряде стран начали чеканить крупные серебряные монеты, эквивалентные по стоимости дукату. К ним относятся голландские дукатоны XVI—XVIII столетий и итальянские дукатоне. Также в некоторых нумизматических источниках к дукатам из-за созвучия названия относят сицилийские дукале.
На Руси первые золотые монеты копировали венгерские дукаты, благодаря чему и получили название «угорских дукатов». Первые червонцы Петра I по своим характеристикам соответствовали стандартам дуката. Широкую известность получили копии голландских дукатов, отчеканенные многомиллионными тиражами на Санкт-Петербургском монетном дворе в 1735—1867 годах.
На 2015 год дукаты как инвестиционные монеты продолжали чеканить две страны: Нидерланды и Австрия.

## Предпосылки появления
Во время раннего Средневековья в западной и северной частях Европы перестали чеканить золотые монеты. Причиной этому стали как недостаточная добыча золота, так и снижение его поступления из захваченных арабами стран Ближнего Востока и Северной Африки. Незначительное количество золотых монет, которые циркулировали в Европе, в большинстве случаев являлись византийскими солидами, которые получили название «безантов» или «бизантинов». «Безанты» не были деньгами со строго определёнными весовыми характеристиками и количеством содержащегося в них золота. Отсутствие полноценной золотой денежной единицы создавало ряд трудностей в торговле между различными европейскими странами.

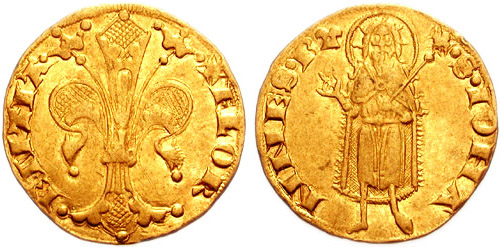
«Fiorino d’oro». На аверсе изображён цветок лилии — символ Флоренции и надпись FLOR-ENTIA. На реверсе — небесный покровитель города Иоанн Креститель

Ситуация изменилась после начала Крестовых походов. В европейские страны стало поступать большое количество золота. Его источником стали как награбленные богатства покорённых народов, так и возобновление торговых отношений с Магрибом. В этом регионе располагался крупнейший центр по добыче золота средневековья Бамбук. Интенсификация международной торговли требовала наличия денежных знаков больших номиналов. Распространённые в описываемое время серебряные гроши и пфенниги не удовлетворяли потребностей купцов. Наиболее развитые торговые города-государства стали чеканить собственные золотые монеты. В 1252 году во Флоренции был выпущен «Fiorino d’oro» (от итальянского «fiore» — цветок), ставший родоначальником денежных единиц «флорин» и «гульден». Золотая монета ещё одного торгового государства Генуи дженовино не приобрела широкого распространения.
Процветающая Венецианская республика не осталась в стороне от общеевропейских тенденций и в 1284 году стала чеканить собственные золотые монеты, которые и стали первыми дукатами.

## Начало чеканки дуката

### Венецианская золотая монета
В 1284 году в Венеции выпустили золотую монету, копировавшую по весу флорентийский флорин, но имевшую оригинальный внешний вид. На реверсе был изображен Христос в мандорле (от итал. mandorla — миндалина, в христианском искусстве — овальный нимб, обрамляющий фигуру Христа), на аверсе — коленопреклоненный дож, принимающий из рук святого Марка знамя. Круговая легенда «Sit tibi Christe datus, quem tu regis iste ducatus» («Это герцогство, коим ты правишь, тебе, Христос, посвящается») и привела к появлению названия «дукат». Впоследствии, когда подражания данной монете появились в других европейских государствах, за венецианскими золотыми закрепилось название цехин (итал. zecchino) от итал. zecca — монетный двор. Их с неизменными весовыми характеристиками и содержанием золота выпускали в течение пяти столетий вплоть до прекращения существования Венецианской республики в 1797 году. В 1798 году, находясь под правлением Австрийской империи, Жиробанком Венеции были выпущены банкноты номиналом в 10, 50, 100 и 500 дукатов.

### Серебряный дукат

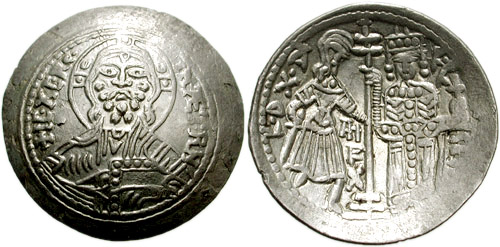
Дукале, королевство Сицилия, Рожер II. На аверсе — Христос Вседержитель, на реверсе — сам король со старшим сыном Рожером Апулийским.

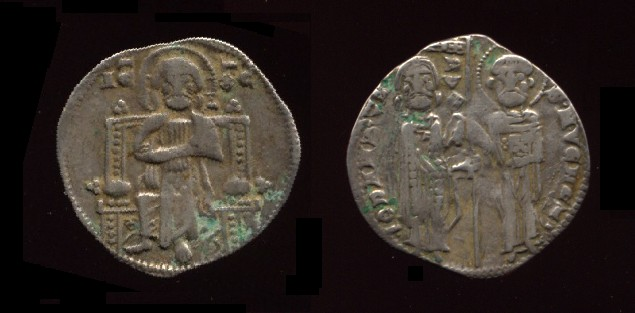
Серебряный дукат («матапан») 1280 года.

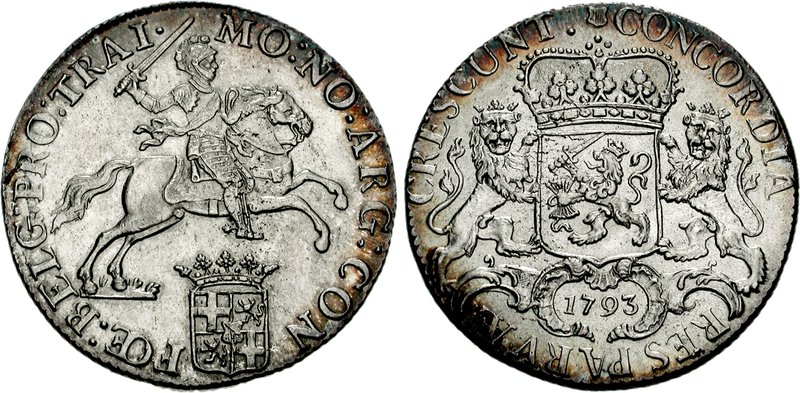
Утрехтский дукатон 1793 года

Латинское слово «ducatus» обозначает «герцогство». В 1139 или 1140 году во время правления короля Сицилии Рожера II в Палермо отчеканили серебряную монету, выпуск которой был приурочен к дарованию его сыну титула герцога Апулии папой римским Иннокентием II. Это событие ознаменовало окончание целого ряда междоусобных войн и объединение норманнских владений в южной Италии. Сицилийское королевство выдержало войну со Священной Римской империей, а также было признано папством. Рожер II вышел из череды войн и мятежей одним из могущественных государей тогдашней Европы. Событие отображено на монете. На аверсе были помещены король Рожер со своим сыном Рожером Апулийским. Монограмма R RX SCLS рядом с изображением короля обозначает «Rogerius Rex Siciliae», R D X AP около герцога Апулийского — «Rogerius Dux Apuliae». Монета получила название «дукале». Встречаются именования «дукато», «дукалис», «дукатус», «дукатум». Также были выпущены монеты с указанием номинала в 1⁄3 дукале «TERCIA DVCALIS» на аверсе.
Учитывая созвучие названий, сицилийские монеты в ряде источников называют первыми дукатами. Большинство же авторов относят к дукатам венецианские золотые монеты, впервые отчеканенные только в 1284 году, а также многочисленные подражания им с фиксированными и практически неизменными весовыми характеристиками и пробой металла. Дукале в таком случае выделяют в отдельную денежную единицу, которая не имеет отношения к собственно дукатам.
В 1202 году, за три четверти века до появления дуката, в Венецианской республике была проведена монетная реформа Энрико Дандоло. Она привела к появлению первой монетной системы средневековья из нескольких денежных знаков с чётким обменным курсом. В громадных для того времени количествах чеканили серебряную высокопробную монету — матапан, получившую широкое распространение в качестве торговой монеты и ставшую прообразом золотого дуката. Венеция заняла место одного из важнейших центров монетной чеканки, чьи серебряные гроссо (общее название) стали стандартом для Европы и средиземноморских стран XIII столетия. Их подражания чеканили во многих итальянских государствах, а также на острове Хиос, Византии и Сербии. Вид появившихся в 1284 году золотых дукатов был идентичным серебряному матапану. Дукат вскоре стал одной из основных и наиболее распространённых монет Средневековья. Вследствие этого матапан также стали называть «серебряным дукатом».
После того, как дукат получил широкое распространение, в ряде стран начали чеканить крупные серебряные монеты, эквивалентные по стоимости дукату. К ним относятся голландские дукатоны XVI—XVIII столетий и итальянские дукатоне.

## Распространение дуката
В Венеции дукат чеканился вплоть до падения Республики (1797).
Благодаря стабильному весу и качеству монеты она получила широкое распространение. Дукат выпускали едва ли не все европейские государства.
В Италии, кроме Венеции, дукат чеканили в Риме, Генуе, Милане и других государствах Апеннинского полуострова. Дукат выпускали в Священной Римской империи германской нации, Нидерландах, Речи Посполитой, Испании (для своих владений, включая Фландрию, Неаполитанское королевство) и Америку), Дании, Швеции, Франции (для своих итальянских владений), Шотландии (первая чеканка в 1539 году; выпускали также монеты треть дуката и две трети дуката), Швейцарии и Лихтенштейне, России, позже — в Румынии, Югославии, Чехии, а на востоке — в Османской империи.
Со временем дукат вытеснил флорин в качестве эталонной золотой монеты Европы.

### Венгрия
Венгрия стала первой страной севернее Альпийских гор, в которой в 1325 году стали чеканить дукаты. По внешнему виду монеты напоминали флорентийские флорины, а по весовым характеристикам (3,55 г при содержании 3,52 г чистого золота) являлись подражанием дукатов. Со времени правления Людовика I Великого (1342—1382) на монетах стали изображать святого Ласло на реверсе и государственный герб на аверсе. Впоследствии на некоторых монетных типах вместо причисленного к лику святых венгерского короля помещали мадонну с младенцем. Венгерские золотые дукаты стали одной из главных торговых монет северной и центральной Европы. В ряде источников, включая сайт Венгерского национального банка, данные монеты относят к флоринам.

### Итальянские государства

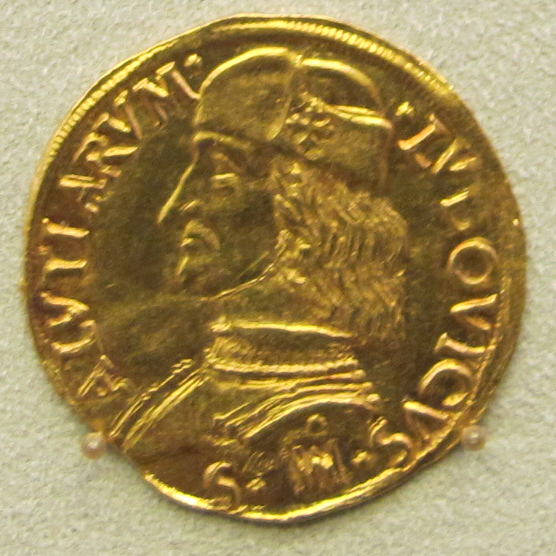
Дукат Салуццо

Изначально дукат являлся подражанием флорентийскому флорину. В отличие от своего прообраза дукат избежал порчи и на протяжении многих столетий содержал столько же золота, сколько и первые венецианские золотые монеты 1284 года. Вскоре появились подражания и в других итальянских государствах. При этом отнесение этих монет к флоринам, дукатам или цехинам является спорным. Так, во всемирно известном каталоге монет Краузе золотые монеты 1655 года весом 3,5 г 986 пробы Кастильоне-делле-Стивьере названы флоринами, в то время, как сходные по весовым характеристикам монеты города Модена — дукатами. Миланские монеты во время правления Габсбургов согласно каталогам называют цехинами. Среди многочисленных выпусков были случаи снижения веса и содержания золота в монетах.

### Немецкие государства

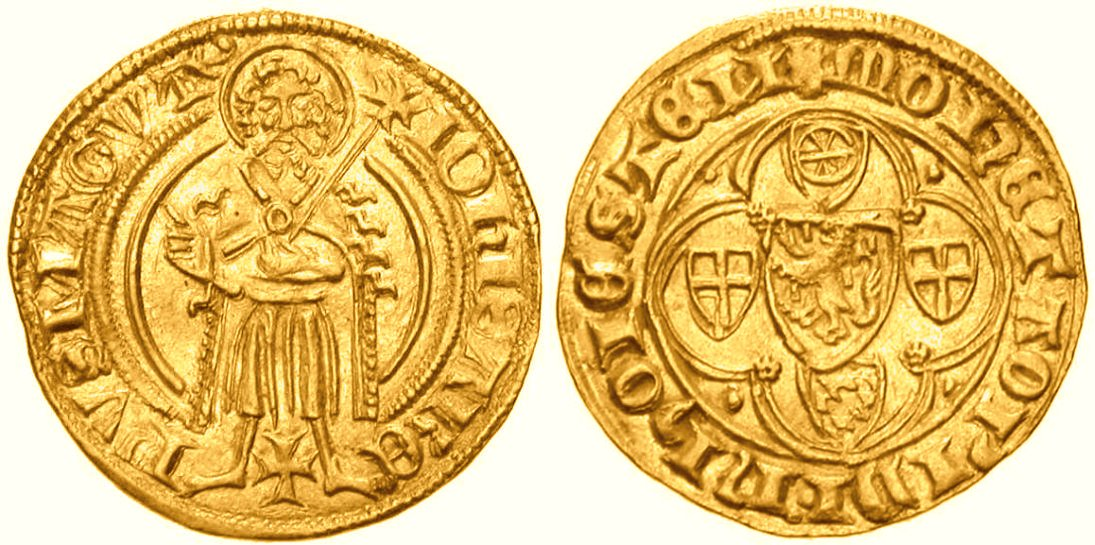
Рейнский гульден города Майнц, конец XIV — начало XV века

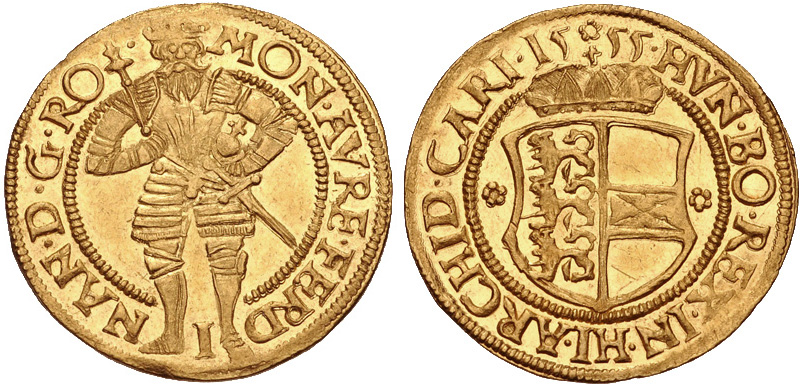
Дукат императора Священной Римской империи Фердинанда I 1555 года

Первые отчеканенные золотые монеты в немецких государствах являлись подражанием флорентийским флоринам. В 1356 году император Священной Римской империи Карл IV утвердил т. н. золотую буллу. Согласно данному законодательному акту, курфюрсты получили право на неограниченный выпуск денег в своих владениях.
8 июня 1386 года четыре курфюрста — пфальцграф Рейнский Рупрехт I, архиепископ Майнца Адольф I фон Нассау, архиепископ Кёльна Фридрих и архиепископ Трира Куно — создали Рейнский монетный союз с целью достижения единообразия чеканки монет в интересах развития торговли. Государствами — членами союза были приняты вес и дизайн золотых монет. Они вошли в историю как «рейнские гульдены». Изначально содержание чистого золота в них составляло 3,39 г, однако постепенно из-за недостатка благородного металла осуществлялась их порча. В начале XVI столетия содержание золота в рейнских гульденах снизилось до 2,5 г.
Таким образом в немецких государствах на начало XVI столетия одновременно находились в обороте гульдены местных выпусков и дукаты, получившие широкое распространение в качестве торговой монеты. В отличие от гульденов, периодически подвергаемых порче и уменьшению содержания золота, количество благородного металла в дукате оставалось практически неизменным. В 1527 году король Венгрии и Богемии Фердинанд постановил, что в его владениях единственной чеканящейся золотой монетой является дукат. После того, как он стал императором Священной Римской империи, в 1559 году был принят Аугсбургский монетный устав. Дукат стал главной золотой монетой империи. Из одной марки 23 2⁄3 каратного золота (986-й пробы) надлежало чеканить 67 дукатов. Таким образом его вес был установлен в 3,49 г при содержании 3,44 г чистого золота.
Дукаты чеканили множество немецких государств, входящих в состав империи. После 1806 года, когда Священная Римская империя перестала существовать, они продолжали выпуск дукатов. В 1857 году большинством немецких стран, Австрийской империей и Лихтенштейном была подписана Венская монетная конвенция. Согласно 18 параграфу единственной золотой монетой для стран участниц договора становилась союзная крона содержащая 10 г чистого золота. Дукаты продолжали чеканить в Гамбурге, который не присоединился к конвенции, вплоть до 1872 года включительно.
После объединения немецких государств в единую Германскую империю была введена золотая марка. Согласно закону от 6 декабря 1873 года дукаты с 1 апреля 1874 года переставали являться законным платёжным средством.
Множество стран-эмитентов, а также продолжительный период чеканки обусловили наличие большого количества монетных типов дукатов. Некоторые из них выделяют по размерам (чечевичный дукат), происхождению металла (дукат речного золота), нанесённому на них изображению (дукат с Агнцем).
Дукаты не имели строгого счётного соответствия талерам, гульденам или крейцерам. В Цюрихе в 1796 году дукат стоил 4 флорина 15 крейцеров (при этом 1 флорин = 1 гульдену = 2/3 талера = 60 крейцерам). В большинстве немецких земель в 1848 году дукат стоил 4 флорина 34 крейцера (при этом 1 флорин = 1 гульдену = 2/3 талера = 60 крейцерам). В Австрии в 1873 году дукат стоил 4 флорина 80 крейцеров (при этом 1 флорин = 1 гульдену = 2/3 талера = 100 крейцерам). В пересчете на рубли (после 1897 года) стоил 4 рубля 41 копейку (см. далее).

### Скандинавские государства

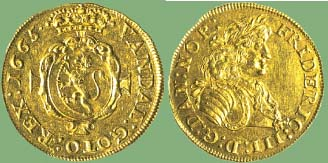
Дукат 1665 года Фредерика III

В Скандинавских странах дукаты чеканили с середины XVI столетия по 1868 год. Изначально данные монеты носили название «венгерских гульденов» («ungarsk Gylden»). В целом они повторяли по весовым характеристикам свои зарубежные прообразы. Выпускали дукаты из 231⁄3-каратного золота. Дукат не являлся основной денежной единицей Швеции, Дании и Норвегии. Его стоимость зависела от соотношения стоимости золота и серебра, которое периодически менялось. Длительное время дукат соответствовал двум риксдалерам. Зачастую чеканили производные в 2, 4, 5 и 10 дукатов для королевских подарков. В обороте данные монеты практически не участвовали. В 1661 году Стокгольмский банк выпустил банкноты с указанием номинала в дукатах.
В отличие от других стран, которые держали весовые характеристики и содержание золота в дукатах неизменными на протяжении многих столетий, в Дании во время Северной войны пошли на порчу монеты. Отчеканенные деньги с уменьшенным содержанием золота получили название курантдукатов.
Последние дукаты выпустили в Дании в 1802 году, в Швеции - в 1868 году.

### Нидерланды

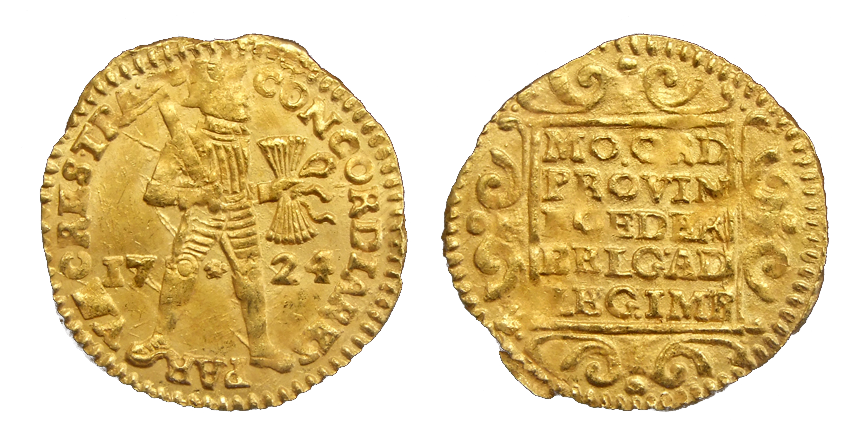
Дукат 1724 года

Особенностью денежного обращения Нидерландов являлось наличие нескольких центров эмиссии. Каждая из провинций чеканила собственную монету. Первые дукаты отчеканили в XV столетии, когда голландские земли находились под управлением Габсбургов. После того, как в 1581 году появилась независимая Республика Соединённых провинций, дукаты стали основной золотой монетой государства. Внешний вид монеты оставался в целом неизменным на протяжении многих столетий. На аверсе изображён воин с мечом в правой руке и пучком из стрел — в левой. По краю помещена надпись «CONCORDIA RES PARVAE CRESCUNT», представляющая собой часть афоризма древнеримского историка Гая Саллюстия Криспа «Concordia parvae res crescunt, discordia maximae dilabuntur» (рус. Согласием малые государства укрепляются, от разногласия величайшие распадаются).
На реверсе в квадратную рамку помещена надпись «MO. AUR. | REG. BELGII | AD LEGEM | IMPERII», обозначающая «Золотая монета королевства Нидерландов. Согласно закону империи». Квадрат окружен барочным орнаментом.
Дукаты и их серебряные аналоги дукатоны являлись одними из основных номиналов в денежном обращении Нидерландов вплоть до завоевания французами в 1796 году. В дальнейшем, из-за широкого распространения, нидерландские дукаты продолжали чеканить как торговую, а затем - как инвестиционную монету.

### Швейцария
В Швейцарии, как и в Нидерландах, существовало несколько центров эмиссии. Каждый из составляющих конфедерацию кантонов чеканил собственную монету. В отличие от голландских провинций швейцарские кантоны выпускали не только собственные монетные типы, но и различные денежные единицы. Попытка введения единой государственной валюты была предпринята лишь в 1798 году с созданием Гельветической республики. К союзу кантонов присоединялись и другие города. Первые дукаты на территории современной Швейцарии начали чеканить в конце XV столетия на территории Лозанны, которая на тот момент в союз кантонов не входила, а представляла собой епископство. В дальнейшем дукаты выпускали в Базеле, Берне, Люцерне, Санкт-Галлене, Швице, Унтервальдене, Ури, Цюрихе. Последние дукаты отчеканили в Швице в 1844 году.

### Государства юго-востока Европы

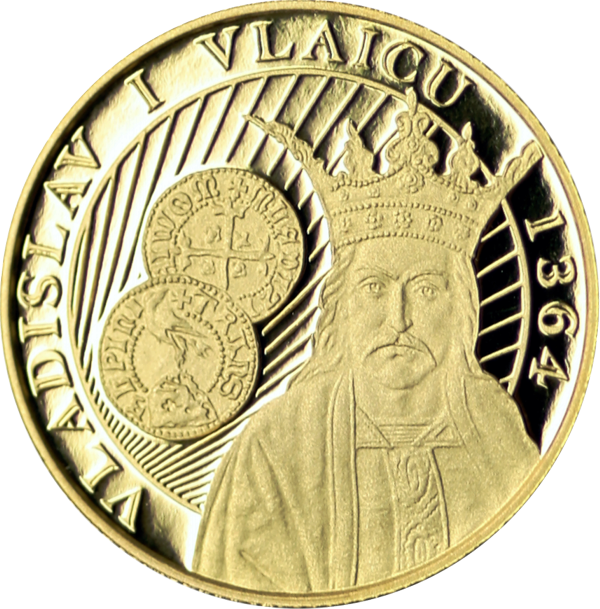
Реверс памятных 50 баней и 100 леев 2014 года с изображением первых румынских дукатов

Дукаты получили широкое распространение не только в странах центральной Европы, но и на Балканском полуострове. В Валахии их чеканили ещё во время правления Владислава I (1364—1377). Эту монету изобразили на памятных румынских 50 банях и 100 леях в честь 650-летия восшествия на престол Владислава I.
Много типов дукатов чеканили в княжестве Трансильвании. Среди них выделяют монеты времён правления Михая I Апафи. Их особенностью был высокий номинал. В 1675—1687 годах чеканили незначительное количество монет в 10, 25, 50 и 100 дукатов. Они не предназначались для широкого оборота. Их выпуск предполагал декларирование богатства и политического влияния правителя, а сами дукаты являлись хорошим подарком для влиятельных персоналий. Дукаты были интегрированы в денежную систему Молдавского княжества. Известно несколько выпусков банкнот в 3 и 10 дуката 1853 и 1857 годов.
В 1853 году одной из революционных организаций, выступавших за независимость Румынии, были отпечатаны боны с указанием номинала в 10 дукатов. На них имеются подписи видных деятелей сопротивления османскому владычеству Д. Брэтиану, К. Розетти и Ш. Голеску. Данные знаки в оборот не поступали и по своей сути деньгами не являлись, так как не выполняли ни одну из их функций. В румынском каталоге монет и банкнот они представлены как первые румынские банкноты.
Большую роль венецианский дукат играл в средневековом Дубровнике, где он был универсальным платёжным средством. Его ценность была настолько велика, что за один дукат давали три перпера или 36 дубровницких динаров.

### Византийская и Османская империи
Венецианская республика начала выпуск дуката на фоне упадка Византийской империи. О проблемах Византии свидетельствует порча золотой монеты иперпира на протяжении XIV — первой половины XV столетий.
| Год       | Иперпир/Дукат                | Дукат/Иперпир                 |
| --------- | ---------------------------- | ----------------------------- |
| 1315      | 1 иперпир = 2⁄3 дуката       | 1 дукат = 1,5 иперпира        |
| 1323      | 1 иперпир = 0,58 дуката      | 1 дукат = 1,75 иперпира       |
| 1333      | 1 иперпир = 0,48 дуката      | 1 дукат = 2,08 иперпира       |
| 1367      | 1 иперпир = 0,5 дуката       | 1 дукат = 2 иперпира          |
| 1382—1391 | 1 иперпир = 2⁄5 дуката       | 1 дукат = 2,5 иперпира        |
| 1397—1411 | 1 иперпир = 3⁄10 дуката      | 1 дукат = 31⁄3 иперпира       |
| 1413—1420 | 1 иперпир = 0,26 дуката      | 1 дукат = 3 иперпира 18 карат |
| 1432—1452 | 1 иперпир = 0,28—0,34 дуката | 1 дукат = 3 иперпира 12 карат |

В первой половине XV столетия дукаты проникли и в денежный оборот Османской империи. Долгое время они оставались единственными золотыми монетами. Лишь в 1477—1478 годах были отчеканены первые золотые султани, являвшиеся по своим весовым характеристикам подражанием венецианским дукатам. О роли дукатов, как признанной и распространённой золотой монеты, свидетельствует один из пунктов мирного договора 1479 года между Венецианской республикой и Османской империей, согласно которому Венеция должна была ежегодно выплачивать туркам 10 тысяч дукатов за беспрепятственный проход судов через проливы в Чёрное море.

## Дукат в Польше, Великом Княжестве Литовском и Речи Посполитой

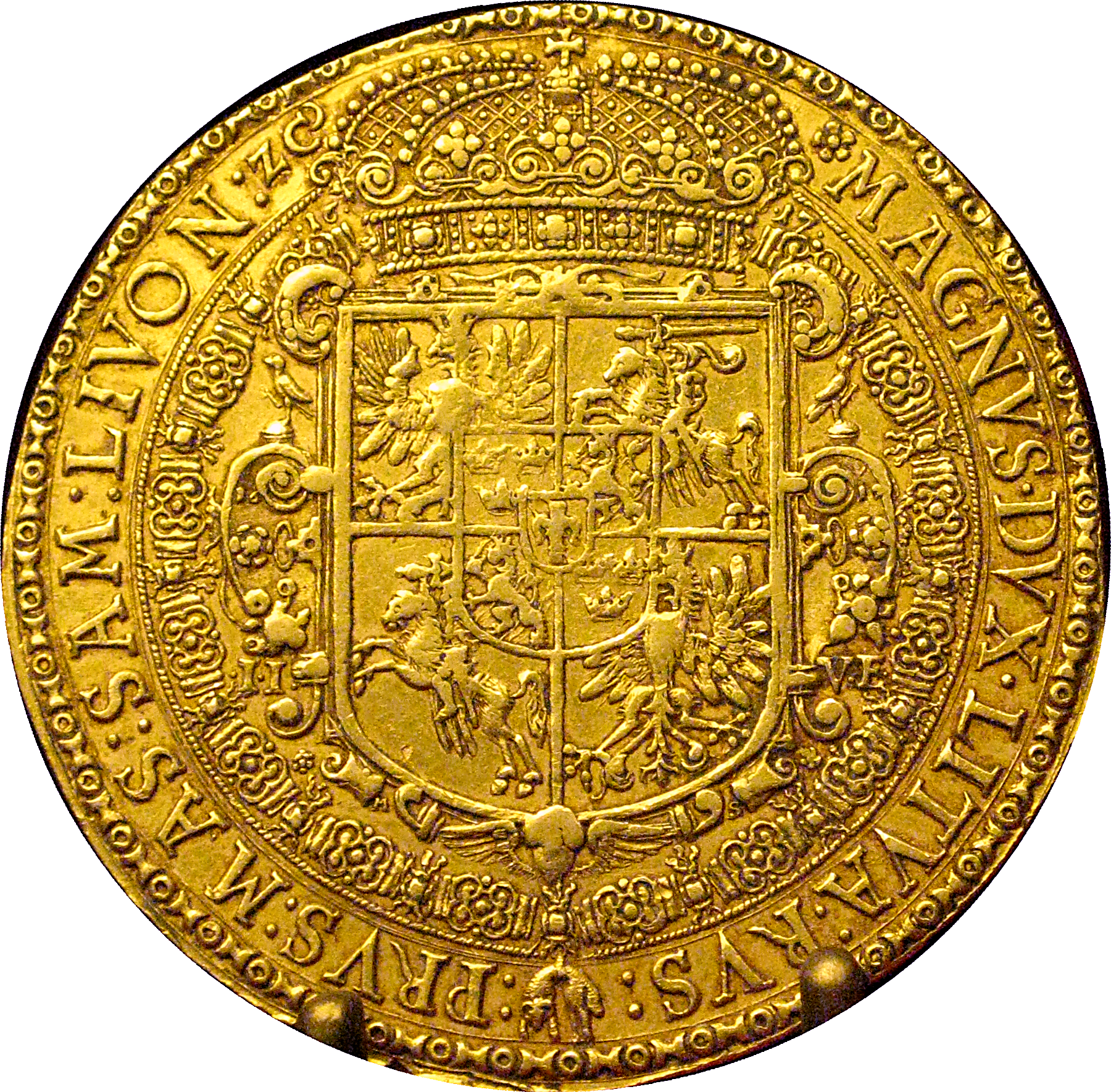
15 дукатов 1617 г., с гербом Речи Посполитой

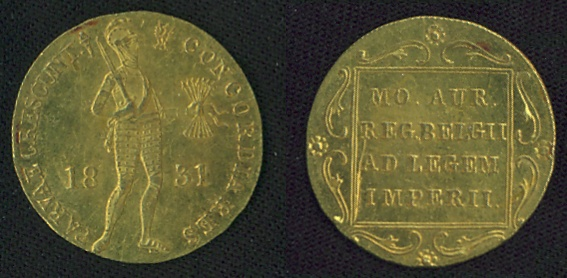
Последний дукат польской чеканки

В Польше первый дукат был выпущен в 1320 году, но затем более 200 лет в обращении находились дукаты иностранной чеканки. Они влились в местный оборот и получили название «злотых». В отличие от дукатов гроши местной чеканки подвергались постоянной порче. Если изначально за одну золотую монету давали 12—14 грошей, то к середине XV века курс составил 30 грошей за дукат. Это соотношение было официально закреплено королём Яном I Ольбрахтом и Пётрковским статутом 1496 года. Дальнейшее уменьшение содержания серебра в польско-литовской серебряной монете привело к появлению двух понятий «злотый». Счётный злотый продолжал соответствовать 30 грошам, для обозначения дукатов использовали дополнительные определения «черлёный», «червоный», «угорский» если речь шла о монетах венгерской чеканки. К середине XVI столетия «червоный злотый» обменивали уже на 50 грошей. Обесценивание местных денег имело не только негативные последствия. Современник этих процессов, подданный польского короля, Николай Коперник написал в своём «Трактате о чеканке монет»:

Хоть несть числа бедствиям, от которых погибают королевства, княжества и республики, по моему разумению четыре главные из них это: раздоры, смертность, неплодородие земли и порча монеты. Первые три столь очевидны, что их никто не оспаривает, но четвёртое признаётся только немногими, которые глубже вникают; оно влечёт за собой падение государства не сразу и резко, а исподволь и скрытно— Коперник Н. Трактат о чеканке монет
Там же был сформулирован один из основополагающих законов денежного обращения, который позже получил название Закон Коперника — Грешема и в своей классической формулировке гласит: «Худшие деньги вытесняют из обращения лучшие».
При короле Сигизмунде I Старом (1506—1548) был вновь выпущен золотой дукат. С той поры дукаты в Речи Посполитой чеканили регулярно. О распространённости данной денежной единицы в Речи Посполитой свидетельствует тот факт, что королева Бона Сфорца после смерти своего супруга Сигизмунда I, отправившись домой в Италию, захватила с собой такое количество денег, что позволило ей впоследствии одолжить испанскому королю Филиппу II 430 тысяч дукатов.
Последние польские дукаты отчеканили во время восстания 1830—1831 годов. В руки восставших попал Варшавский монетный двор. На нём в 1831 году выпустили 164 тысячи «лобанчиков» (копий дукатов Утрехта), которые пошли на закупку вооружения. Отличие польских монет 1831 года от петербургских заключается в наличии около головы рыцаря одноглавого орла вместо кадуцея.

## Дукат в России

### Угорские дукаты

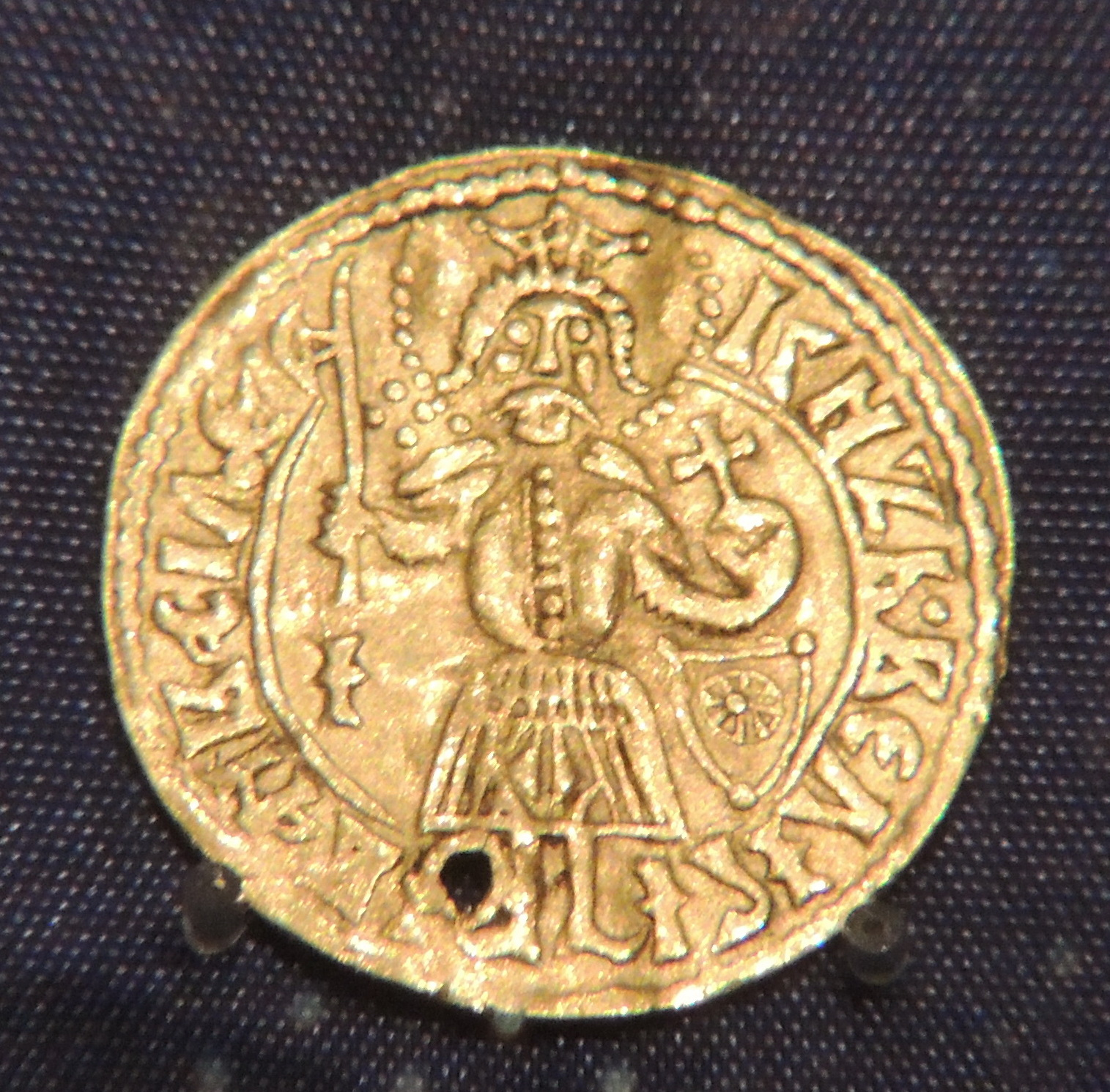
Угорский дукат Ивана III, 1477—1478

На территорию Руси в XIV столетии поступали золотые монеты западноевропейской чеканки. Более тяжёлые английские розенобли и их подражания получили народное название «корабельников». Дукаты, то есть золотые монеты весом около 3,5 г, называли «веницейскими», «цесарскими», «угорскими» и др. обозначениями. Преобладание монет венгерской чеканки привело к тому, что в XV столетии синонимом дуката на Руси стало слово «угорский».
Первые золотые монеты Московского княжества, отчеканенные при Иване III, практически полностью повторяли свои венгерские аналоги. На одной стороне располагался герб Венгрии, на другой — святой Ласло, по ошибке принятый за князя. Отличие состояло в надписи, указывающей титул князя и его сына.
Чеканка угорских дукатов носила политический и декларативный характер. Выпущенные монеты не участвовали в обороте, а являлись знаком «государева жалованья», то есть наградой за военные подвиги. В 1701 году при Петре I выпустили аналог дуката — червонец.

### «Известная монета»

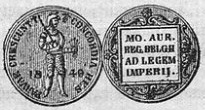
Лобанчик.
«И барину „лобанчиков“ Полшапки поднесли». «Кому на Руси жить хорошо» Н. А. Некрасов

После того, как у Российской империи стали развиваться международные торговые связи, возникла необходимость наличия торговой монеты. Имевшаяся в обращении русская монета была мало знакома европейцам. Её обмен на местные деньги сопровождался значительными потерями. Попадавшие в Россию голландские дукаты были хорошо известны в государствах Европы и выполняли функцию торговой монеты.
Впервые аналоги голландских дукатов были отчеканены во время правления императрицы Анны Иоанновны (1730—1740) в количестве 12 747 штук. При Елизавете Петровне их не выпускали. При императорах Петре III и Екатерине II тираж голландских червонцев составил 145 100 экземпляров. Павел I распорядился перечеканить имевшиеся на начало его правления 10 тысяч лобанчиков в русские червонцы. Особенностью данного выпуска стала замена латинской надписи на реверсе на русскую «НЕ НАМЪ, | НЕ НАМЪ, | А ИМЯНИ | ТВОЕМУ.» Огромный тираж в 7 006 301 данных монет отчеканили в царствование Александра I. Это было связано с необходимостью обеспечивать армию звонкой монетой на территории Европы во время наполеоновских войн. Наибольшие выпуски (18 336 835) приходятся на время правления Николая I, что также связано с многочисленными войнами. При Александре II, до 1867 года, их изготовили 2 550 200 штук.
Таким образом с 1735 по 1867 годы в Российской империи было отчеканено более 25 млн лобанчиков. Особенностью выпуска являлся его полулегальный характер. Тиражи этих монет были столь значительны, что они стали играть заметную роль в денежном обращении государства. В официальных финансовых документах они проходили под названием «известной» монеты. Голландские власти несколько раз протестовали против подделки своей монеты. В 1849 году выпуск дукатов в Утрехте был прекращён. Русские аналоги продолжили выпускать. Все монеты с 1850 по 1867 год появлялись с указанием даты выпуска «1849», что и объясняет их более частую встречаемость.
В 1868 году российские власти удовлетворили официальный протест Голландии о прекращении чеканки «известной» монеты. В ноте было сказано, что при необходимости эти деньги могут быть выпущены для России на монетном дворе Утрехта, который имеет право изготовлять монеты по частным заказам. Высочайшим повелением от 11 февраля 1868 года ст. 63 Монетного устава была отменена. Вместо лобанчиков предписано чеканить 3-рублёвую монету, а имевшиеся в казне лобанчики переплавить. При этом находящиеся в обороте монеты не были демонетизированы. Вплоть до 1886 года их принимали по 2 рубля 85 копеек, до 1897 года — по 2 рубля 95 копеек, а с 1897 года — по 4 рубля 41 копейке. Поступавшие в казну лобанчики подлежали переплавке.
В российском обиходе дукат называли «лобанчик», «арапчик», «пучковый». Первое название было связано с тем, что изображенный на аверсе воин напоминал «залобаненного» (с «забритым» лбом) рекрута, второе — тем, что диковинный воин в доспехах выглядел «арапом», третье название связано с пучком стрел в руке воина.

## Дукаты после Первой мировой войны

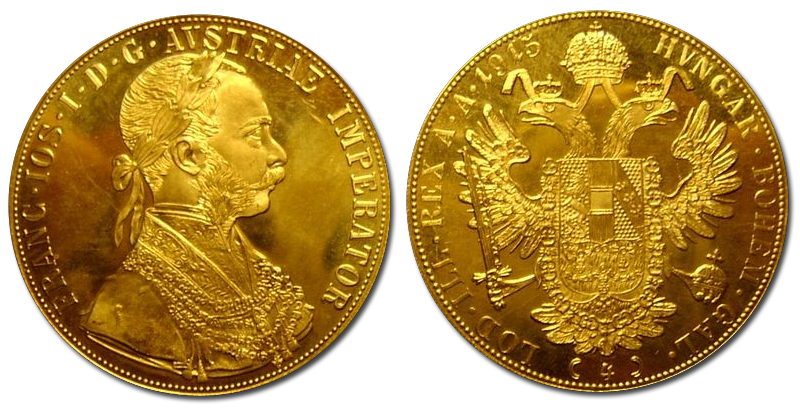
Австрийская монета 4 дуката с датой «1915»

На момент начала Первой мировой войны в странах Европы сложилась система, в которой золото служило основой денежного обращения, а банкноты свободно обменивались на благородный металл. Начало войны и резкое наращивание военных затрат привело к возрастанию бюджетных дефицитов и увеличению бумажных денежных знаков. Превышение в обороте банкнот над объёмами запасов золота привело к прекращению их свободного обмена на золотые монеты и ликвидацию золотомонетного стандарта. С этого момента дукаты перестали чеканить для оборота. Ряд стран продолжил их выпуск как инвестиционной монеты.
В 1920—1936 годах Австрия чеканила золотые монеты 1 и 4 дуката с датой «1915». После Второй мировой войны в соответствии с федеральным законом от января 1951 года и июня 1964 года Австрия возобновила выпуск золотых монет достоинством в 1 и 4 дуката с датой «1915».
В 1930-х годах в королевстве Югославии выпускали дукаты из золота 986 пробы. Монеты этой серии чеканили номиналами в 1 и 4 дуката. На одном дукате был изображен профиль короля Александра Карагеоргиевича и герб страны, а на 4 дукатах — профили Александра и его жены Марии, а также государственный герб.
В 1923—1939, 1951 и 1978—1982 годах золотые монеты в 1, 2, 5 и 10 дукатов чеканила Чехословакия на монетном дворе в Кремнице. Часть монет 1939 года была отчеканена в новообразованной Словацкой республике.
На 2015 год золотые дукаты как инвестиционные монеты продолжали чеканить Австрия и Нидерланды. В Нидерландах, кроме золотых, продолжают выпускать и серебряные инвестиционные монеты, которые также именуют «дукатами».